# Kenda
Kenda è una suddivisione dell'India, classificata come census town, di 14.517 abitanti, situata nel distretto di Bardhaman, nello stato federato del Bengala Occidentale. In base al numero di abitanti la città rientra nella classe IV (da 10.000 a 19.999 persone).

## Geografia fisica
La città è situata a 23° 11' 60 N e 86° 31' 60 E e ha un'altitudine di 228 m s.l.m..

## Società

### Evoluzione demografica
Al censimento del 2001 la popolazione di Kenda assommava a 14.517 persone, delle quali 7.991 maschi e 6.526 femmine. I bambini di età inferiore o uguale ai sei anni assommavano a 1.914, dei quali 1.003 maschi e 911 femmine. Infine, coloro che erano in grado di saper almeno leggere e scrivere erano 9.029, dei quali 5.710 maschi e 3.319 femmine.